# Снежана Апостолова
Снежана Великова Апостолова е български икономист и политик от „Продължаваме промяната“. Народен представител в XLVII народно събрание.

## Биография
Снежана Апостолова е родена на 8 септември 1972 г. Завършила е Първа езикова гимназия във Варна с профил Немски език, а след това специалност специалност „Финанси“ в Икономически университет – Варна.
На парламентарните избори през ноември 2021 г. като кандидат за народен представител е 4-та в листата на „Продължаваме промяната“ за 3 МИР Варна, откъдето е избрана.
През 2023 е назначена за Началник на политическия кабинет на Министъра на труда и социалната политика в правителството "Денков". През декември 2023 е назначена за заместник-кмет на Община Варна.
Говори свободно немски, английски, руски и испански език. Има над 20 години опит в управлението на екипи и проекти.